# Allmänt gulplommon
Allmänt gulplommon är en plommonsort av okänt ursprung, som odlats mycket länge i Sverige utom Skåne, där den ersätts av Skånskt gulplommon. Den odlas även i Norge, Estland och infördes till Finland 1768 under namnet Små gula äggplommon, ett namn som också användes av Stockholms torghandlare på 1800-talet. Ytterligare en gammal beteckning är Vanliga vitplommon. På 1860-talet ansågs den av pomologen Olof Eneroth vara Sveriges allmännaste plommonsort. Sorten förekommer ofta som plommonssnår vid äldre lantgårdar.
Frukten är medelstor, ljusgul vid full mognad, överdragen med vit dagg. Huden och stenen lossnar vanligen lätt från köttet. Köttet är tämligen fast, vitgult, ganska sött och av god smak. Mognadstiden varierar mellan olika platser i landet.
Trädet är härdigt, växer rätt svagt och bildar en mindre krona. Blomningen är sen och sorten självsteril. Den har tidigare förökats genom rotskott, men ympas numera även i plantskolorna. Angrips ibland svårt av pungsjuka.